# Mushishi (vattendrag i Burundi, Makamba)
Mushishi är ett vattendrag i Burundi.   Det ligger i provinsen Makamba, i den södra delen av landet, 110 km söder om huvudstaden Bujumbura.
Omgivningarna runt Mushishi är en mosaik av jordbruksmark och naturlig växtlighet. Runt Mushishi är det ganska tätbefolkat, med 166 invånare per kvadratkilometer.